# Homotherus porcelariae
Homotherus porcelariae là một loài tò vò trong họ Ichneumonidae.